# Augyles quinquemaculatus
Augyles quinquemaculatus là một loài bọ cánh cứng trong họ Heteroceridae. Loài này được Grouvelle miêu tả khoa học đầu tiên năm 1896.